# Whippet (bil)

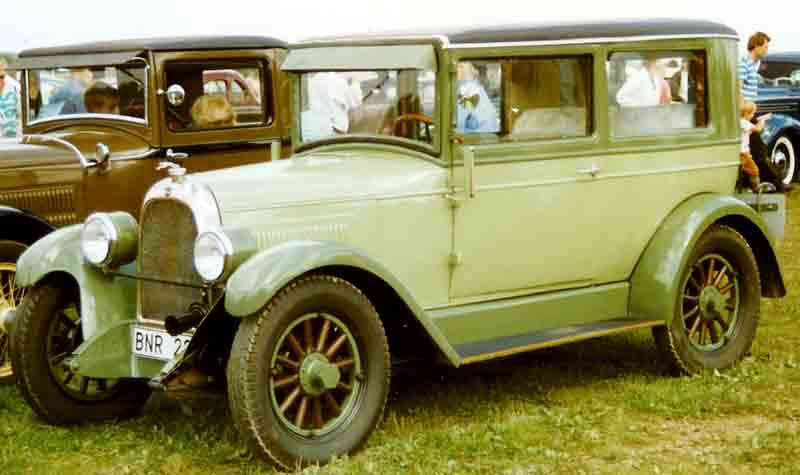
Whippet Model 96, årsmodell 1927.

Whippet var ett amerikanskt bilmärke som tillverkades av Willys-Overland Co i Toledo, Ohio mellan 1926 och 1931.

## Historia
År 1926 presenterade Willys budgetmärke Overland en modell kallad Overland Whippet. Året därpå försvann namnet Overland och Whippet blev ett eget märke. Whippet såldes i två modeller, med fyr- eller sexcylindrig motor. Bilarna sålde bra och hjälpte Willys-Overland att nå en produktion om 315 000 bilar 1928. Sedan följde depressionstiden i början av 1930-talet och 1932 sattes företaget under tvångsförvaltning. I samband med det upphörde tillverkningen av Whippet. I dess ställe kom Willys 77 år 1933.